# Cerkiew Opieki Matki Bożej w Sokołowie Podlaskim
Cerkiew Opieki Matki Bożej – prawosławna, unicka i ponownie prawosławna cerkiew w Sokołowie Podlaskim, funkcjonująca od XV w. do 1919, gdy została zamieniona na kościół rzymskokatolicki. W 1954 budynek świątyni rozebrano. Na jej miejscu znajduje się obecnie skwer Unitów Podlaskich.

## Historia
Pierwsza pisemna wzmianka o cerkwi w Sokołowie Podlaskim pochodzi z 1612, jednak świątynia prawosławna znajdowała się najprawdopodobniej w mieście wcześniej. W akcie lokacyjnym miasta z 1424 wyraźnie wskazano podział miasta na dzielnice ruską i lacką. Druga posiadała od 1415 świątynię (kościół rzymskokatolicki), co pozwala domniemywać, że obiekt sakralny (cerkiew prawosławna) znajdował się także w miejscu zamieszkanym przez ludność ruską. Według prawosławnej tradycji w świątyni posługiwali m.in. mnisi z monasterów w Drohiczynie i Brześciu. Budowla położona była między ulicami Długą, Siedlecką i Repkowską, niedaleko od niej znajdowała się plebania.
Data przyjęcia unii przez parafię sokołowską nie jest dokładnie znana. Mogło to nastąpić w 1616, gdy odnowiono akt fundacji cerkwi, zaś w nowym zapisano, iż stary zaginął. Inną przywoływaną datą jest rok 1614. W 1621 proboszcz parafii sokołowskiej zdecydował się na powrót do prawosławia, czego przyczyny również nie są znane. W roku następnym księżna Elżbieta Radziwiłłowa powiększyła uposażenie cerkwi. Z dokumentu Bogusława Radziwiłła z 1653, potwierdzającego nadania jego przodków dla parafii, wynika, że świątynia nadal pozostawała prawosławna i należała do metropolii kijowskiej Patriarchatu Konstantynopolitańskiego. Możliwe jest, że cerkiew w Sokołowie przeszła do Kościoła unickiego dopiero po 1664, tj. gdy prawo patronatu nad nią objęła, w związku z nabyciem od Bogusława Radziwiłła miejscowych dóbr, rodzina Krasińskich. Z zachowanego protokołu wizytacji kanonicznej z 1726 wynika, że świątynia była już unicka. W protokole opisano ją jako budowlę „do szczętu zgniłą”, krytą zniszczonym gontowym dachem, z wolno stojącą dzwonnicą. W cerkwi nadal znajdował się ikonostas z pięcioma ikonami w rzędzie namiestnym oraz rzędami proroków i apostołów. W prezbiterium znajdował się ołtarz główny w formie analogicznej, jak w kościołach katolickich, w nawie był jeden ołtarz boczny św. Mikołaja. Poza tym na wyposażeniu obiektu było 13 obrazów unickich różnych rozmiarów oraz osiem obrazów „moskiewskich”, tj. starych ikon prawosławnych. Przy cerkwi funkcjonowało bractwo. W Kościele unickim cerkiew nosiła zlatynizowane wezwanie Protekcji Najświętszej Maryi Panny.

### Nowa cerkiew unicka

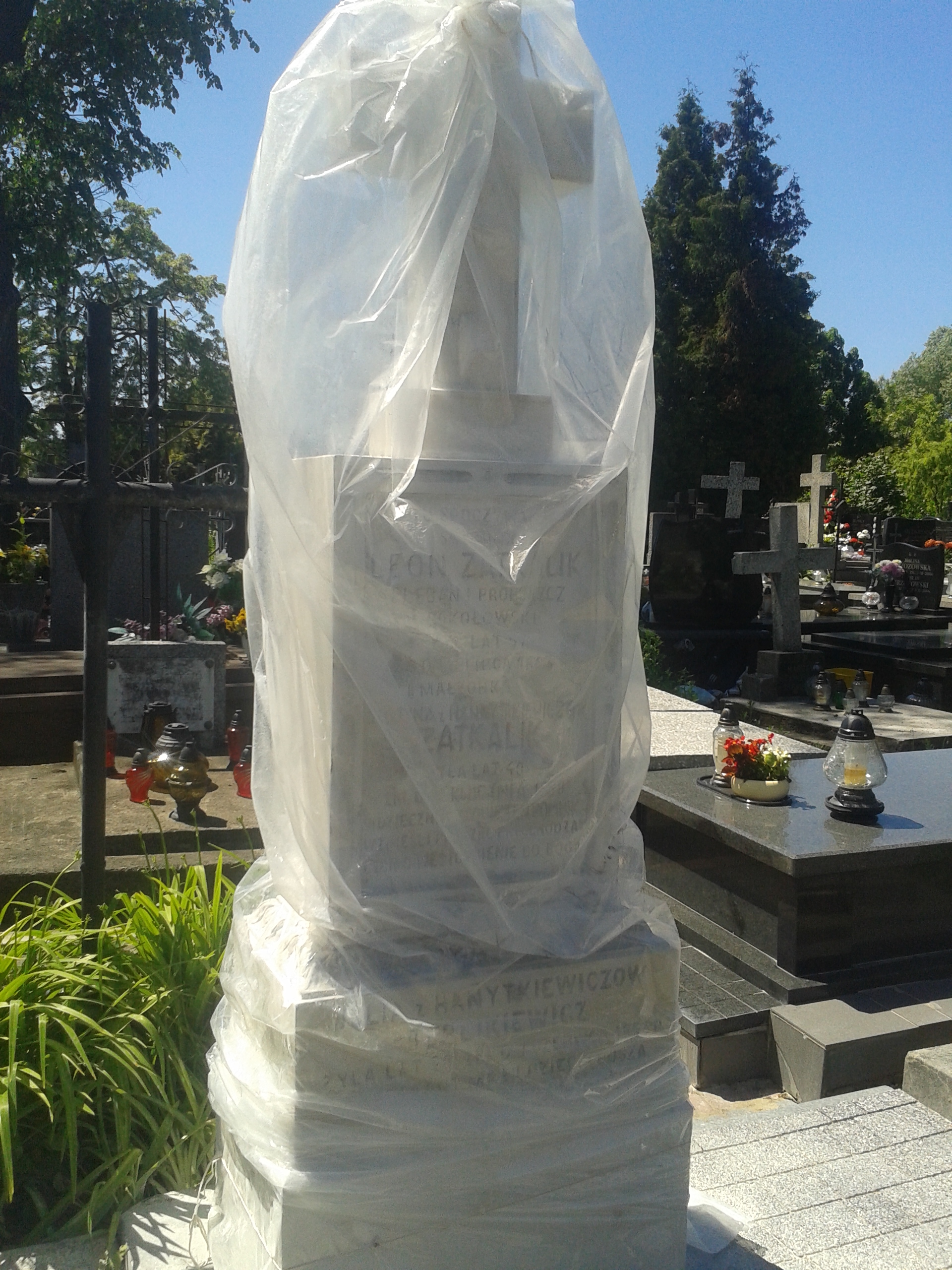
Jedyny zachowany w Sokołowie zabytek związany z unitami – nagrobek duchownego, Leona Zatkalika, i jego małżonki

Na miejscu starej i zniszczonej świątyni w 1730 wzniesiono w Sokołowie nową cerkiew, której architektura i wystrój wnętrza był ściśle wzorowany na wyglądzie kościołów. Opis z 1757 wskazuje na istnienie ołtarza głównego Najświętszej Maryi Panny i czterech bocznych (Zbawiciela, Protekcji Najświętszej Maryi Panny, Wniebowzięcia Najświętszej Maryi Panny, św. Mikołaja, nie było już natomiast ikonostasu, z którego zachowano jedynie dwanaście wizerunków Apostołów. Poza nimi w cerkwi przechowywano jeszcze 43 obrazy, wykonane w stylu barokowym; styl ten reprezentowały również wszystkie ołtarze. Od strony zachodniej urządzono chór muzyczny.
Do połowy XIX w. przy cerkwi znajdował się cmentarz. Następnie dla unitów założono nową nekropolię przy ul. Bartoszowej. W 1840 do parafii należało 920 wiernych. Ich liczba w kolejnych latach malała, gdyż wielu z nich, m.in. po zawarciu małżeństwa z katolikiem lub katoliczką obrządku łacińskiego, przechodziło do Kościoła rzymskokatolickiego (był to przejaw zjawiska zwanego kradzieżą dusz).
W 1875 cerkiew w Sokołowie, wskutek likwidacji unickiej diecezji chełmskiej, przymusowo przeszła do Rosyjskiego Kościoła Prawosławnego. Proboszcz Władysław Zatkalik odmówił konwersji i został z tego powodu wywieziony na Syberię. Oprócz parafian cerkwi za wyznawców prawosławia odgórnie uznano rodziny unitów, którzy w ciągu trzech poprzednich pokoleń zmienili obrządek na łaciński. Oficjalnie cerkiew sokołowska miała ponad 2500 wiernych, jednak większość z nich w rzeczywistości odmawiała uczęszczania do świątyni (oporni unici), a po ukazie tolerancyjnym w 1905 przyjęła katolicyzm w obrządku łacińskim. W 1907 przy prawosławiu pozostawało w Sokołowie 160 osób, podczas gdy łączną liczbę dawnych unitów i ich potomków szacowano na 3279. Cerkiew funkcjonowała w Sokołowie do 1915, gdy prawosławna ludność opuściła Królestwo Polskie razem z rosyjskimi urzędnikami i wojskiem. W 1919 została zrewindykowana na rzecz Kościoła rzymskokatolickiego.
Cerkiew w Sokołowie została rozebrana w 1954, na jej miejscu istnieje skwer, który nazwano imieniem unitów podlaskich.